# Nationaler Biodiversitäts-Hotspot Nördliche Frankenalb

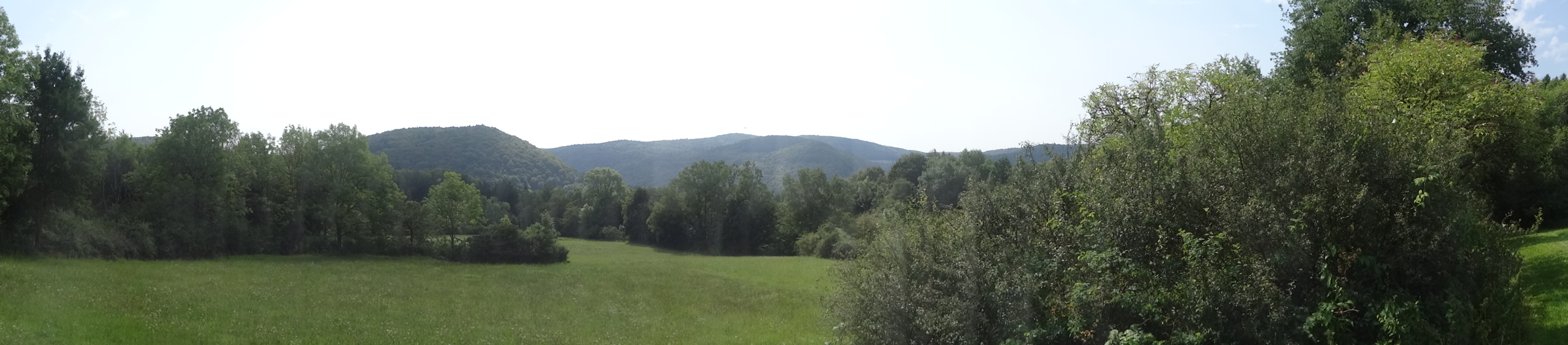
Hersbrucker Alb mit kleinräumigem Übergang von Offenland und Wald

Der Nationale Biodiversitäts-Hotspot Nördliche Frankenal oder das Hotspotgebiet Nördliche Frankenalb ist die Region 9 von 30 ausgewählten nationalen Regionen der biologischen Vielfalt in Deutschland. Es umfasst geografisch das Gebiet der nördlichen Frankenalb mit seiner typischen Geologie und Pflanzengesellschaften.
Der Albtrauf der Hersbrucker Alb ist ein Teil der Hotspot-Region der biologischen Vielfalt und schließt große Teile der Gemeinden Engelthal, Happurg, Hersbruck, Kirchensittenbach, Offenhausen, Pommelsbrunn, Vorra ein. Hier befindet sich durch das enge Nebeneinander unterschiedlichster Lebensräume eine besonders hohe Dichte und Vielfalt an charakteristischen Pflanzen- und Tierarten. In dem Gebiet wurden die beiden FFH-Gebiete „Traufhänge der Hersbrucker Alb“ und „Bachtäler der Hersbrucker Alb“ ausgewiesen. Zum FFH-Gebiet „Bachtäler der Hersbrucker Alb“ gehört auch das Naturschutzgebiet Molsberger Tal.

## Lebensräume
Die charakteristischen Lebensräume in der Hotspot-Region gehen vom Offenland mit Trockenrasen und Halbtrockenrasen über das Gebüschstadium zu natürlichen Schlucht- und Buchenwäldern über. Dadurch kommt es oftmals kleinflächig zu einer strukturreichen Vegetation, die kleinräumig zu einer hohen Biodiversität führt. Als besonderer Lebensraum gelten die Dolomitkiefernwälder, die von A. Hemp ausführlich beschrieben wurden.
Die natürlichen Waldgesellschaften werden unter anderem ausführlich bei R. Sautter beschrieben.

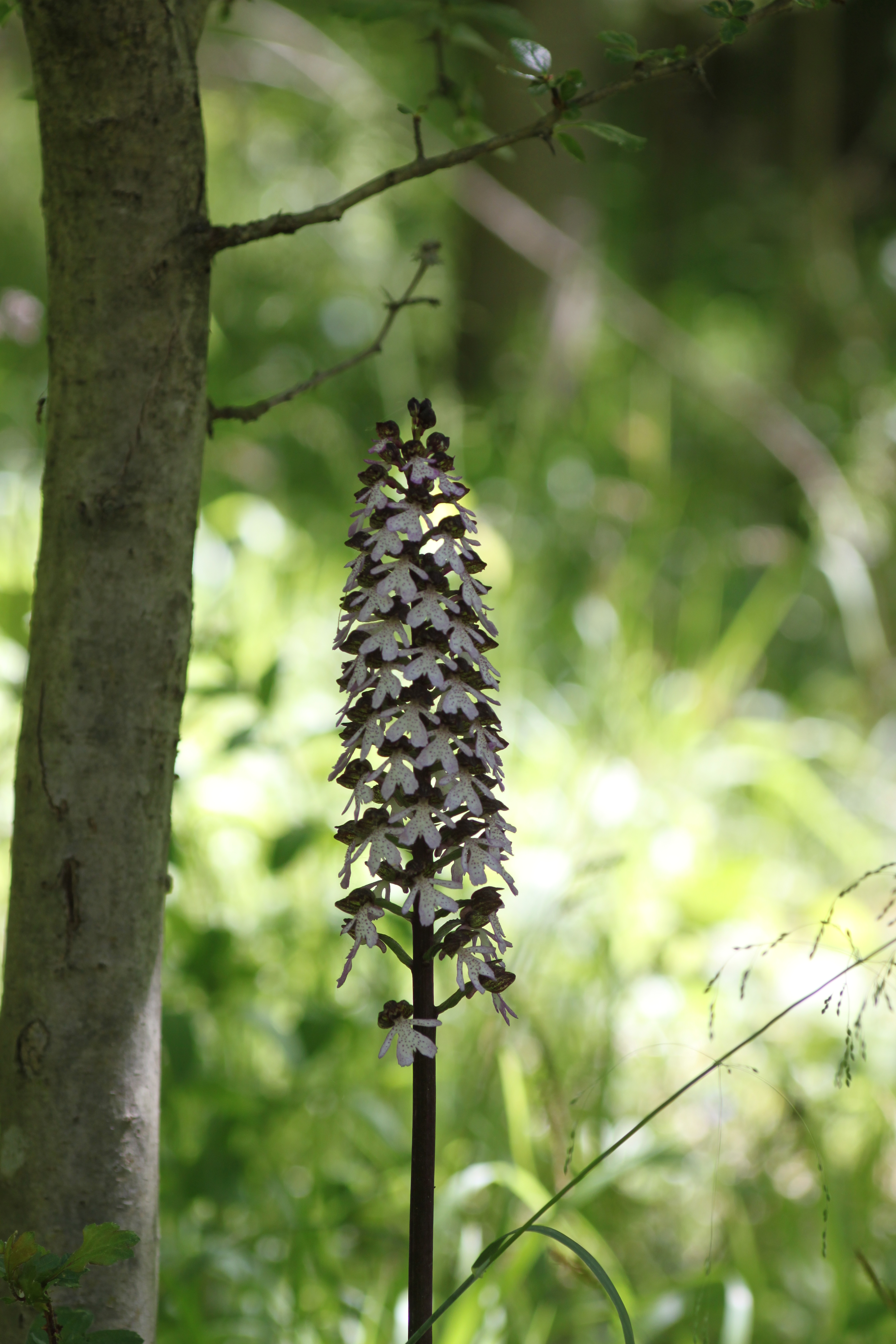
Purpur-Knabenkraut am Albtrauf bei Hersbruck

## Seltene und besonders schützenswürdige Arten
Seltene und besonders schützenswürdige Arten im Gebiet sind unter anderem die Hirschzunge, das Purpur-Knabenkraut und der Gelbe Frauenschuh. Der Braune Eichen-Zipfelfalter und der Weiße Waldportier sind seltene Schmetterlingsarten, die im Gebiet vorkommen.
Seltene Vogelarten sind unter anderem der Uhu, der Wanderfalke und der Raufußkauz. Auch der Schwarzstorch kommt wieder in der Region vor.
Ein besonderes Charakteristikum der Region sind die vielen Kalktuffquellen, in denen die seltene Gestreifte Quelljungfer lebt. Besonders ausgeprägt findet man diese im Kainsbachtal und im oberen Molsberger Tal. Hier finden sich auch ideale Lebensräume für den Feuersalamander.

## Projekte
Mehrere Projekte versuchen, durch aktives Management der Flächen die vorhandene biologische Vielfalt nachhaltig in einem qualitativ hochwertigem Zustand zu erhalten. Dabei wurden die beiden bereits bestehenden Bayern-Netz-Natur Projekte „Hutanger  in der Hersbrucker Alb – Biotop und Weideverbund“ und „Albtraufprojekt Hersbrucker Alb – Biotopkomplex Blockschutthalden“ 2017 durch das „Albtraufprojekt – naturnahe Wälder“ erweitert. Alle drei Projekte werden vom Bayerischen Naturschutzfonds gefördert und vom Naturschutzzentrum Wengleinpark betreut.

### Albtraufprojekt – naturnahe Wälder

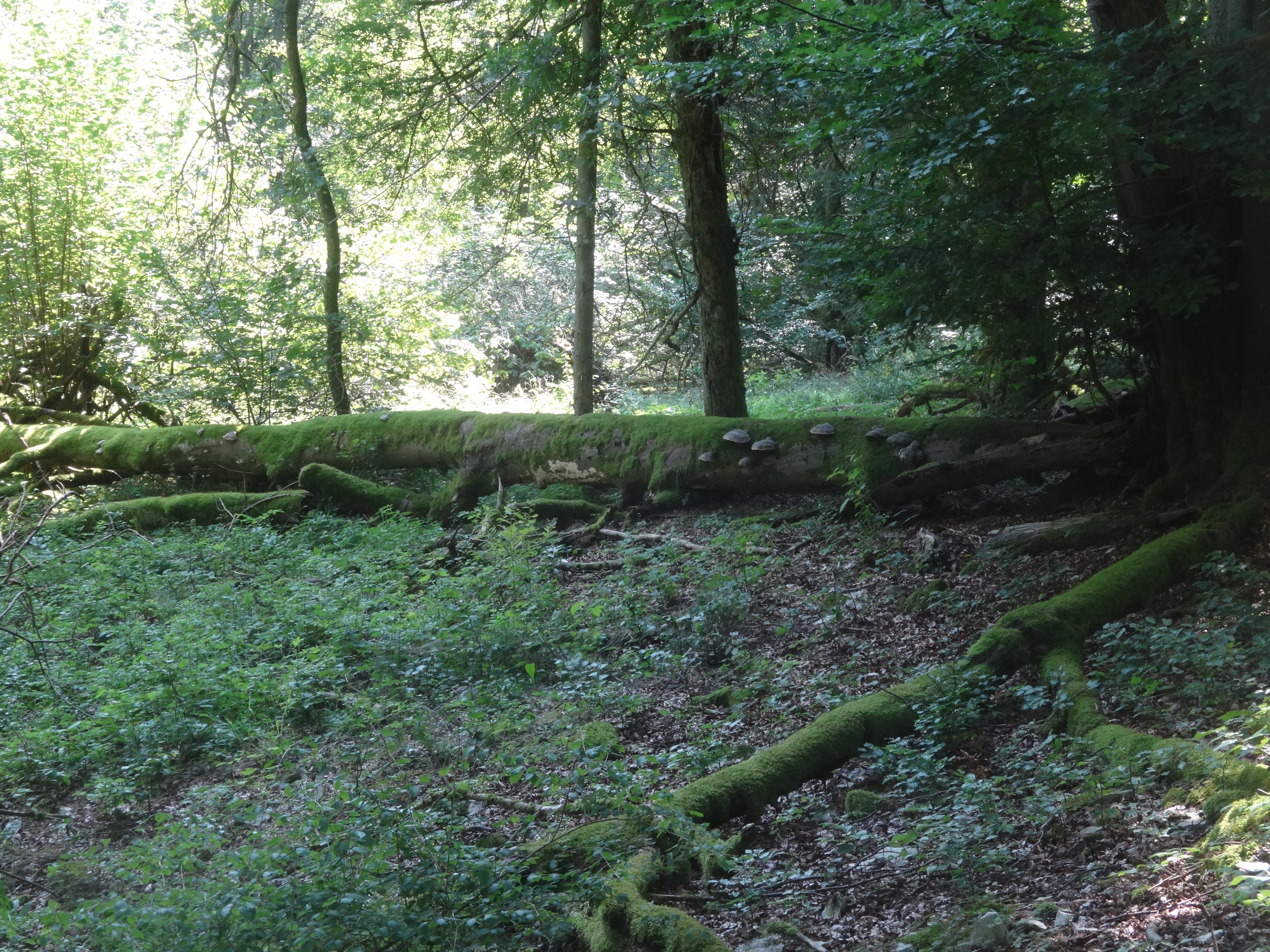
Liegendes Totholz im Projektgebiet „Albtrauf – naturnahe Wälder“

Im Albtraufprojekt – naturnahe Wälder sollen die natürlichen Edellaubholzwälder (Tilio-Acerion, EU-Code 9180) und Buchenwälder (Orchideen-Buchenwald, EU-Code 9150; Waldmeisterbuchenwald, EU-Code 9130; Hainsimsenbuchenwald, EU-Code 9110) erhalten und deren Zustand für die biologische Vielfalt verbessert werden. Dazu wird eine naturnahe Waldbehandlung angestrebt, mit dem Ziel eine hohe Zahl an Biotopbäumen und Totholzstrukturen zu erhalten, um Habitatstrukturen für die darauf spezialisierten Arten, wie dem Schwarzspecht oder den verschiedenen Eulenarten zu gewinnen. Der Lebensraum der im Gebiet vorkommenden seltenen Vogelarten wie Uhu, Wanderfalke und Raufußkauz soll im Gebiet geschützt und verbessert werden.
Es sollen aber auch lichtbedürftige Baumarten, wie die Elsbeere, die Mehlbeere und die Vogelkirsche durch waldbauliche Maßnahme in den natürlichen Wäldern erhalten werden. Zusätzlich werden alte Waldnutzungsformen wie die Mittelwaldbewirtschaftung zum Erhalt der biologischen Vielfalt gefördert und die Waldränder aktiv gestaltet.
Für die Baumarten Feldahorn, Gemeine Eibe und Elsbeere wurde für die Region ein nationales Genzentrum ausgewiesen und es besteht deshalb diesen Arten gegenüber auch eine erhöhte Verantwortung.
Einen weiteren Schwerpunkt stellt der Erhalt und die Verbesserung der Lebensräume für im Wald vorkommenden Fledermausarten dar. Die Vorkommen des Großen Mausohr sind dabei von landesweiter Bedeutung.